# 无毛太阳瓶子草
无毛太阳瓶子草（学名：Heliamphora glabra）是委内瑞拉圭亚那高原特有的食虫植物。其种加词“glabra”来源于拉丁文“glaber”，意为“无毛”，指其捕虫瓶内表面大部分无毛。其曾被认为是另解太阳瓶子草（H. heterodoxa）的一个变型。

## 形态特征
无毛太阳瓶子草的捕虫瓶高10至45厘米，宽5至15厘米。其下部为漏斗形，瓶肩靠下，瓶肩处略呈葫芦形；中部为管状，细长；上部略呈漏斗形。无毛太阳瓶子草较其他太阳瓶子草属物种的捕虫瓶在比例上相对细长。瓶盖为盔形，中部具丘状隆起。捕虫瓶内表面大部分无下向毛，仅在瓶肩对应处存在一圈长2至5毫米的细毛。无毛太阳瓶子草的苞片为黄色。

## 原生地
无毛太阳瓶子草分布于罗赖马山东南部的韦山（Wei Tepui）和数个未命名的小山峰，以及罗赖马山东侧的小罗赖马山。其海拔分布范围为1200米至2810米。在许多原生地其与垂花太阳瓶子草（H. nutans）同域分布，并已发现了两者之间的自然杂交种。
在20%至45%遮荫的条件下，其捕虫瓶为红绿色，可高达45厘米，为太阳瓶子草属内的捕虫瓶最大尺寸。在更高的遮荫条件下，其捕虫瓶会为纯绿色甚至黄化。各分布地之间的种群捕虫瓶的颜色也存在差异，韦山种群的捕虫瓶主要为绿色，而罗赖马山东部的种群则更鲜红。